# Guy Dollman
Le capitaine John Guy Dollman est un mammalogiste britannique, né le 4 septembre 1886 et mort le 13 mars 1942.

## Biographie
Il est le fils de l’artiste John Charles Dollman (1851-1934). Il étudie à l’école St Paul puis au St John's College (Cambridge) où il obtient son Bachelor of Arts. Durant ses études, il est employé par le département de zoologie du Musée d'histoire naturelle de Londres où il travaille surtout comme gardien assistant des mammifères.
En 1912, lors d’une expédition au Viêt Nam, il découvre et décrit le rhinopithèque du Tonkin (Rhinopithecus avunculus). Il voyage pour le compte de Lord Lionel Walter Rothschild (1868-1937) et fait paraître plusieurs publications avec lui dont New mammals from Dutch New Guinea (1932) et The Genus Dendrolagus (1936). Il décrit un grand nombre de nouvelles espèces de mammifères.
Il est membre de la Linnean Society of London.

## Liste des publications
- A History of British Mammals; Gerald Edwin Hamilton Barrett-Hamilton, Guy Dollman, Martin Alister Campbell Hinton, and Edward Adrian Wilson (1910) ASIN: B0014IP87W
- A new Elephant Shrew from Zanzibar; The Annals and Magazine of Natural History, 8th Series, Vol. X, (1912)
- On the African Shrews belonging to the Genus Crocidura; The Annals and Magazine of Natural History, 8th series (1915 & 1916).
- Catalogue of the Selous Collection of Big Game in the British Museum (Natural History); Longmans, Green and Co., (1921) available online
- Guide to the Specimens of the Horse Family (Equidæ) Exhibited in the Department of Zoology, British Museum (Natural History), 2nd ed.; Lydekker, Richard & Dollman, Guy; published by order of the Trustees (1922)
- Records of Big Game: With Their Distribution, Characteristics, Dimensions, Weights, and Horn & Tusk Measurements by Rowland Ward, John Guy Dollman, J. B. Burlace; Rowland Ward Ltd, (1922)
- Horn Measurements and Weights of the Great Game of the World, &c. by Rowland Ward, J B Burlace, John Guy Dollman (1922)
- The Game Animals of India, Burma, Malaya, and Tibet 2nd ed. by Richard Lydekker, revised by John Guy Dollman; published by Ward, (1924)
- The Game Animals of Africa by Richard Lydekker, John Guy Dollman published by R. Ward, (1926) 2nd ed. (revised by Dollman), London
- A new race of Arabian Gazelle. Proc. Zool. Soc. London (1927)
- Game animals of the Empire (1932) ASIN: B001855K8S
- Mammals collected by Lord Cranbrook and Captain F. Kingdon Ward in Upper Burma. Proceedings of the Linnean Society of London (1932)
- New mammals from Dutch New Guinea. Abstracts of the Proceedings of the Zoological Society of London 353,13-16; Rothschild, Lord Walter & Dollman, G. (1932).
- On mammals collected in Dutch New Guinea by Mr. F. Shaw Mayer in 1930. Rothschild, Lord Walter & Dollman, G. Proceedings of the Zoological Society of London (1932), 211-219. (1933).
- Rowland Ward's Records of Big Game edited by J. B. Burlace, Guy Dollman; published by Rowland Ward, 10th ed. (1935) ASIN: B000Q61X36
- The Genus Dendrolagus (Tree Kangaroos); Rothschild, Walter and Dollman, Guy, Transactions of the Zoological Society of London, 21, 477-551 (1936).
- African Antelopes; Supplement to the Journal of the Royal African Society Vol. XXXV, No. CXLI; Macmillan and co, (1936) ASIN: B000WXIB38
- The Basenji Dog. Journal of the Royal African Society. 36(CXLII): 148-149 (1937)

## Source
- (en) Cet article est partiellement ou en totalité issu de l’article de Wikipédia en anglais intitulé « Guy Dollman » (voir la liste des auteurs) (version du 5 novembre 2008).